# Synchiropus laddi
Synchiropus laddi és una espècie de peix de la família dels cal·lionímids i de l'ordre dels perciformes.

## Morfologia
- Els mascles poden assolir 3 cm de longitud total.[4][5]

## Hàbitat
És un peix marí, de clima tropical i associat als esculls de corall que viu fins als 15 m de fondària.

## Distribució geogràfica
Es troba a Fiji, Indonèsia, les Illes Marshall, Nova Caledònia, Palau, les Filipines, Tonga i les Tuamotu.

## Observacions
És inofensiu per als humans.